# Helen Kilpatrick

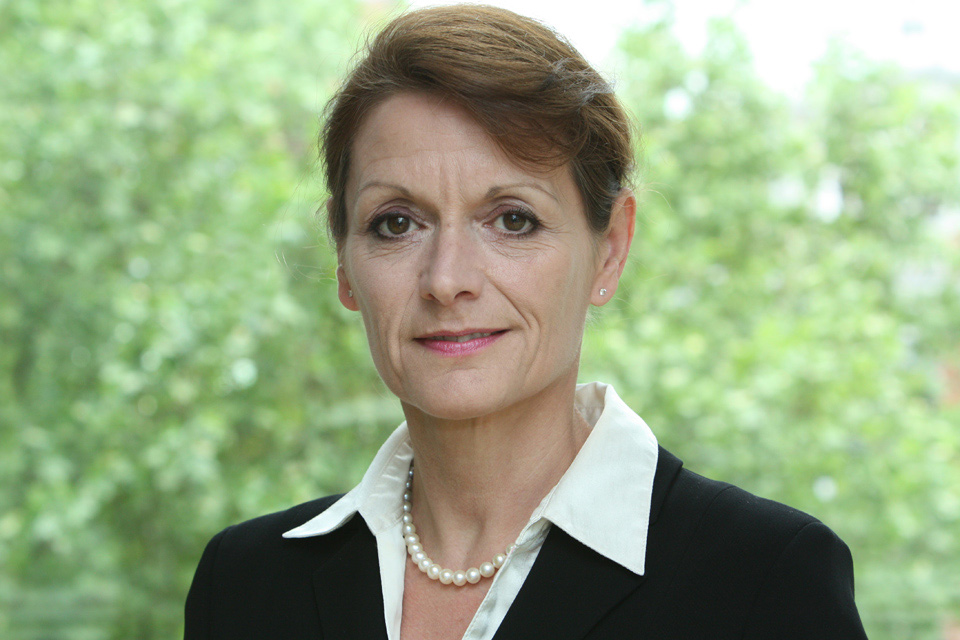
Helen Kilpatrick (2015)

Helen Marjorie Kilpatrick CB (* 9. Oktober 1958 auf Guernsey) ist eine britische Staatsbeamtin.
Sie studierte Betriebswirtschaft am King’s College der University of Cambridge. Ab 1982 arbeitete sie auf verschiedenen Positionen für die Londoner Stadtverwaltung. Ab 2005 arbeitete sie als Director General of the Financial and Commercial Group für das britische Innenministerium. Im Rahmen der New Year Honours wurde sie 2010 als Companion des Order of the Bath ausgezeichnet.
Vom 6. September 2013 bis zum 5. März 2018 war sie Gouverneurin der Cayman Islands (Governor of the Cayman Islands). Sie vertrat dort die britische Krone als Staatsoberhaupt der Cayman Islands.